# Rosina Lippi-Green
Rosina Lippi-Green (Chicago, Illinois; 14 de enero de 1956) es una escritora estadounidense, que utiliza su nombre completo para firmar sus trabajos académicos, su nombre de soltera, Rosina Lippi, para sus novelas contemporáneas y el pseudónimo de Sara Donati, para sus novelas históricas.

## Biografía
Rosina Lippi-Green nació el 14 de enero de 1956 en Chicago, Illinois, EE. UU.. Su padre era italiano, pero ella tiene raíces de varios países europeos. Ha estudiado y trabajado en varios países, incluidos Australia o Alemania. Lippi se casó con Bill Green, y el matrimonio tiene una hija Elizabeth.
En 1997, escribió un ensayo sobre el lenguaje que publicó con su nombre completo. Al año siguiente publicó su primera novela, Entre Montañas con su nombre de soltera, y también la primera novela de la popular saga protagonizada por los Bonner, que firmó como Sara Donati.
Lippi-Green se casó con Bill Green, y juntos tienen una hija, Elizabeth. A lo largo de su vida, ha equilibrado su trabajo como autora con su vida familiar, encontrando inspiración para sus escritos tanto en su experiencia personal como en su formación académica.
En 1997, publicó un influyente ensayo sobre la sociolingüística, que exploraba las implicaciones sociales del lenguaje y el acento. En este ensayo, firmado con su nombre completo, Rosina Lippi-Green, abordó temas relacionados con la discriminación lingüística y la percepción social del habla. Este trabajo sentó las bases para su posterior obra académica, que ha sido utilizada en estudios sobre lingüística aplicada.
El año siguiente, en 1998, Rosina Lippi debutó como novelista con Homestead (en español, Entre Montañas), una obra que fue aclamada por su profundidad en la representación de la vida rural en Austria durante el siglo XX. La novela ganó el Pen/Hemingway Award por su excelente narrativa y ha sido traducida a varios idiomas. También en 1998, bajo el seudónimo de Sara Donati, publicó Into the Wilderness, la primera novela de la exitosa saga que narra las aventuras de la familia Bonner en la América de finales del siglo XVIII y principios del XIX. La serie, que combina la investigación histórica con una narrativa envolvente, ha ganado un gran número de seguidores y ha sido comparada con obras como Outlander de Diana Gabaldon.
Rosina Lippi-Green ha logrado combinar una carrera académica prolífica con su faceta de novelista, explorando temas de identidad cultural, raíces familiares y el poder de la narrativa para conectar diferentes épocas y experiencias humanas. Su obra sigue siendo una referencia tanto en el ámbito académico como en el mundo de la literatura histórica.

### Como Rosina Lippi-Green
- English with an Accent (1997)

### Como Rosina Lippi
- Homestead, 1998 (Entre Montañas)
- Tied to the Tracks, 2006
- The Pajama Girls of Lambert Square, 2008

### Como Sara Donati

#### The Bonner Saga (Saga de los Bonner)
- Into the Wilderness, 1998 (En Tierras Lejanas)
- Dawn on Distant Shore, 2000 (A la Luz del Amanecer)
- Lake in the Clouds, 2002 (El Lago de las Nubes)
- Fire Along the Sky, 2004
- Queen of Swords, 2006
- The Endless Forest, 2010